# 芒廷城 (內華達州)
芒廷城（英語：Mountain City）是位於美國內華達州埃爾科縣的普查規定居民點。

## 歷史
芒廷城的郵局自1870年營運至今。

## 人口
根據2020年美國人口普查的數據，芒廷城的面積為0.46平方千米，皆為陸地。當地共有人口14人，而人口密度為每平方千米30.43人。